# Acroceras excavatum
Acroceras excavatum là một loài thực vật có hoa trong họ Hòa thảo. Loài này được (Henrard) Zuloaga & Morrone mô tả khoa học đầu tiên năm 1988.